# Süleymaniye-hamam
Süleymaniye-hamam (Turks: Süleymaniye hamamı) is een historisch Turks badhuis in Istanboel. Het gebouw, gelegen op een heuvel met uitzicht op de Gouden Hoorn werd gebouwd in 1557 door de Turkse architect Sinan. De hamam is vernoemd naar Süleyman I en is een onderdeel van het Süleymaniye-moskeecomplex.
De hamam is gebouwd in opdracht van sultan Süleyman I, heerser van het Ottomaanse Rijk tussen 1520 en 1566.

## Architectuur
Het gebouw heeft een vierkante overkoepelde camekan. De sogukluk is bedekt met een kleine koepel en een halve koepel. De hararet is kruisvormig en de koepel wordt ondersteund door 8 zuilen, gerangschikt in paren op de vier hoeken van de vierkante centrale ruimte. Tussen elke paar zuilen is een poortje met een platte spitsboog, die leidt naar een kleine aparte hoekruimte. Tussen de zuil en de muur bevindt zich een lage marmeren wand van 2 meter hoog. De hoekruimte aan de linkerkant is groter dan de anderen, omdat dit de maksura of privéruimte van de sultan is. In het midden van de vierkante centrale ruimte bevindt zich de göbek tasi, een marmeren platform, versierd met een medaillon van porfier, ingelijst met een vierkante rand van rood marmer.

## Het baden
In deze hamam baden mannen en vrouwen gemengd. De baders worden geholpen door mannelijke tellaks. Het is de bedoeling dat de baders eerst ongeveer 40 minuten uitzweten in de hararet, daarna worden ze door de tellak gescrubt, gewassen, gemasseerd met zeepschuim en ten slotte afgedroogd. Na het baden volgt verblijf in een andere ruimte om te ontspannen en iets te drinken.